# Гатаев, Валерий Закирович
Вале́рий Заки́рович Гата́ев (16 сентября 1938, Казань — 24 июня 2011, Москва) — советский и российский актёр театра и кино, народный артист РСФСР (1986).

## Биография

Могила Гатаева на Троекуровском кладбище Москвы.

Окончил Казанское театральное училище и школу-студию МХАТ (1966). В 1961—1969 и в 1971—1987 гг. был актёром Калининского драматического театра, где сыграл свыше 30 ролей.
В 1971 году играл в ленинградском театре им. Ленинского Комсомола. В 1987 году был приглашён в труппу Московского художественного академического театра им. М. Горького (художественный руководитель — Т. В. Доронина), где работал до конца жизни.
В кино сниматься с середины 1960-х. Первая запоминающаяся роль — Фрола Курганова в фильме «Тени исчезают в полдень» (1971).
В 1972 году снялся в роли Григория Котовского в историко-революционном фильме «Последний гайдук». Впоследствии Гатаева задействовали в кино в основном в ролях второго плана. В 1998 году он снялся вместе с Аленом Делоном, Ванессой Паради, Жан-Полем Бельмондо и Александром Яковлевым во французском боевике «Один шанс на двоих».
Народный артист РСФСР (1986).
Скончался от сердечной недостаточности в Москве 24 июня 2011 года. Похоронен на Троекуровском кладбище Москвы (6 уч.).

## Личная жизнь
Первая жена — Людмила, учительница музыки из Казани. В этом браке в 1966 году родился сын Артём. Окончил Высшую Школу милиции в Каунасе (Литва), командир СОБР.
Ссылка 

Вторая жена — актриса МХАТ имени Горькогo Ольга Дубовицкая (р. 19 сентября 1962). Дочери-двойняшки Мария и Татьяна.

## Призы и награды
- Заслуженный артист РСФСР (1976)
- Народный артист РСФСР (1986)
- Орден Дружбы (1999)[2].

## Фильмография
- 1964 — Дочь Стратиона — Штюрмер (капитан Ворон)
- 1967 — Туманность Андромеды — оператор станции распределения работ
- 1969 — Экзамен на чин — экзаменуемый чиновник
- 1971—1974 — Тени исчезают в полдень — Фрол Курганов
- 1972 — Последний гайдук — Григорий Иванович Котовский
- 1973 — Сибирский дед
- 1975 — Георгий Седов — матрос Линник
- 1980 — Последний побег — Александр, отчим Виктора
- 1980 — Ответный ход (короткометражная версия) — капитан Швец
- 1985 — Корабль пришельцев — Комаров
- 1985 — Соучастие в убийстве — инспектор полиции Филберт
- 1986 — Без срока давности — капитан Дементьев
- 1987 — Первые уроки. Год спустя... (фильм-спектакль) — Корчнов, председатель облисполкома.
- 1989 — Его батальон — генерал
- 1989 — Ночь на размышление
- 1990 — Очищение — Иван Порфирьевич, староста
- 1990 — Футболист — Эдуард
- 1991 — Плащаница Александра Невского — Сергей, следователь
- 1991 — Похороны на втором этаже — полковник милиции Волошин
- 1991 — Штемп — подполковник
- 1992 — Мастер Востока — слон
- 1993 — Раскол — министр Сипягин
- 1994 — Простодушный
- 1995 — Роковые яйца — корреспондент
- 1995 — Мужской талисман
- 1998 — Один шанс на двоих (Франция) — главарь мафии Анатолий Шарков
- 1998 — Судья в ловушке — Стафф, констебль
- 1999 — Каменская-1 (серия «Шестёрки умирают первыми») — Кабанов
- 2001 — Под Полярной звездой — Оруджев
- 2001 — Сыщики-1 (серия «Знак Иуды») — патологоанатом
- 2001—2004 — Дружная семейка — милиционер
- 2002 — Две судьбы — врач
- 2002 — Русские амазонки — отец Майи
- 2003 — Next 3 — осуждённый
- 2003 — Капитан Правда — генерал
- 2003 — Колхоз интертейнмент — Немигайло
- 2005 — Охота на изюбря
- 2005 — Сыщики-4 (серия «Ледяное пламя») —  Сиплый
- 2005 — Тайский вояж Степаныча — друг Степаныча
- 2006 — Испанский вояж Степаныча — друг Степаныча
- 2007 — Громовы. «Дом надежды» — партийный деятель, гость Валишевской